# Mesaphorura delamarei
Mesaphorura delamarei is een springstaartensoort uit de familie van de Tullbergiidae. De wetenschappelijke naam van de soort is voor het eerst geldig gepubliceerd in 1991 door Weiner.